# Pappfahrrad

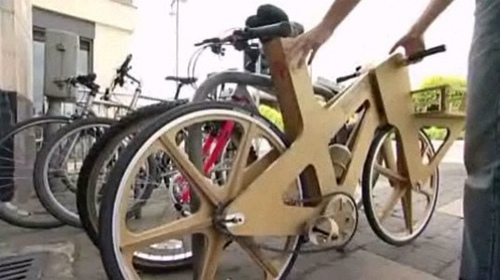
Pappfahrrad von Phil Bridge

Ein Pappfahrrad besteht zum größten Teil aus Pappe. Bis 2012 wurden nur Prototypen solcher Fahrräder hergestellt. Die Vorteile sind die geringen Herstellungskosten, 
sowie ebenso wie beim Bambusfahrrad die Verwendung von recycelten 
und nachwachsenden Rohstoffen.

## Prototyp von Phil Bridge

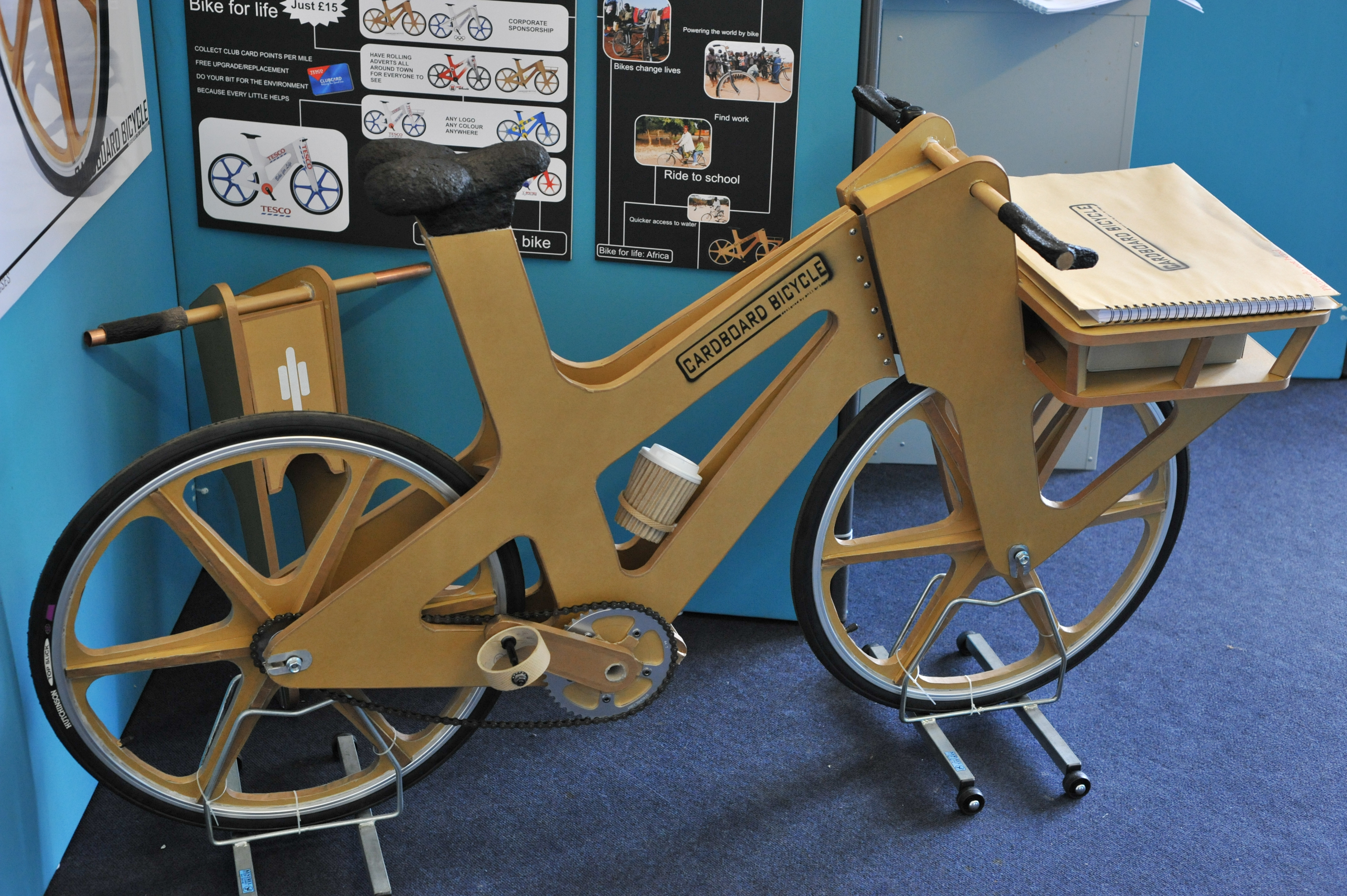
Prototyp von Phil Bridge auf der Industrial Design Degree Show 2008 der Sheffield Hallam University

Phil Bridge baute 2008 den Prototyp eines Pappfahrrads im Rahmen eines dreijährigen Product-Design-Studiums an der Sheffield Hallam University. Das Pappfahrrad war aus einer bienenwabenförmig verstärkten Pappe mit dem Handelsnamen Hexacomb hergestellt und konnte einen Fahrer mit einem Gewicht von 77 kg tragen. Der Antrieb und die Bremsen waren wie bei einem konventionellen Fahrrad aus Metall; zudem war es mit konventionellen Fahrradreifen ausgestattet.
Es war wasserfest, aber nur für eine Nutzungsdauer von 6 Monaten Dauerbetrieb ausgelegt. Die Verwendung von Pappe sollte Diebstähle verhindern.

## Prototyp von Izhar Gafni

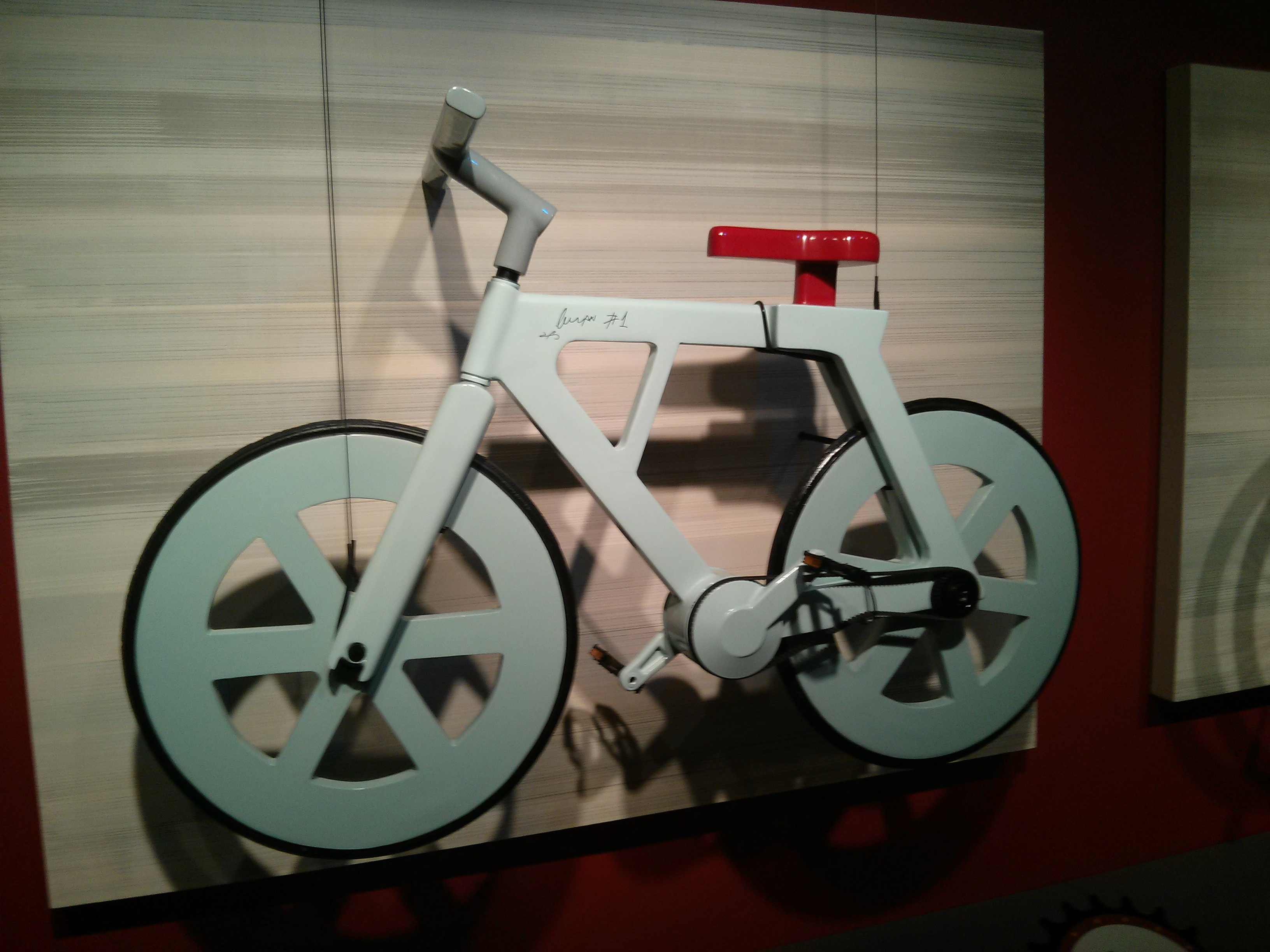
Pappfahrrad von I.G. Cardboard Technologies (Izhar Gafni)

Izhar Gafni, ein israelischer Maschinenbau-Ingenieur und Fahrradenthusiast, meldete bereits 2009 ein „Fahrrad aus recyclingfähigem Karton“ zum Patent an. 2012 präsentierte er den Prototyp, den er in seiner Werkstatt im Moshav Ahituv nahezu vollständig aus Pappe hergestellt hatte. Die Komponenten wie Fahrradrahmen, Räder, Lenker und Sattel bestehen aus gefalteter und zusammengeklebter Pappe. Das komplette Fahrrad wiegt 9,1 kg und ist schwer entflammbar und wasserabweisend beschichtet. Gafni berichtete, dass es Fahrer bis 220 kg trägt. Das Pappfahrrad hat Vollgummireifen, die aus recycelten Autoreifen hergestellt wurden. Der Antrieb von den Pedalen zum Hinterrad hat einen Zahnriemen aus Gummi. Gafni und ein Geschäftspartner planten, serienmäßig Pappfahrräder zu produzieren und sie bei Material- und Fertigungskosten von 8 bis 11 Euro für je 18 Euro zu verkaufen. Der Zielmarkt sind Länder mit niedrigen Einkommen.
Der Prototyp wurde im November 2012 bei der Microsoft-ThinkNext-Veranstaltung in Tel Aviv ausgestellt.
Gafni versuchte auf der Crowdfunding-Plattform Indiegogo, Geldgeber für 2 Mio. US-Dollar zu finden, um das Projekt zu finanzieren.
Am 25. Juni 2013 hatte er jedoch erst 10.000 US-Dollar akquiriert.
Die Kampagne endete, nachdem er insgesamt nur 40.107 US-Dollar akquiriert hatte.